# Hugolin Sattner

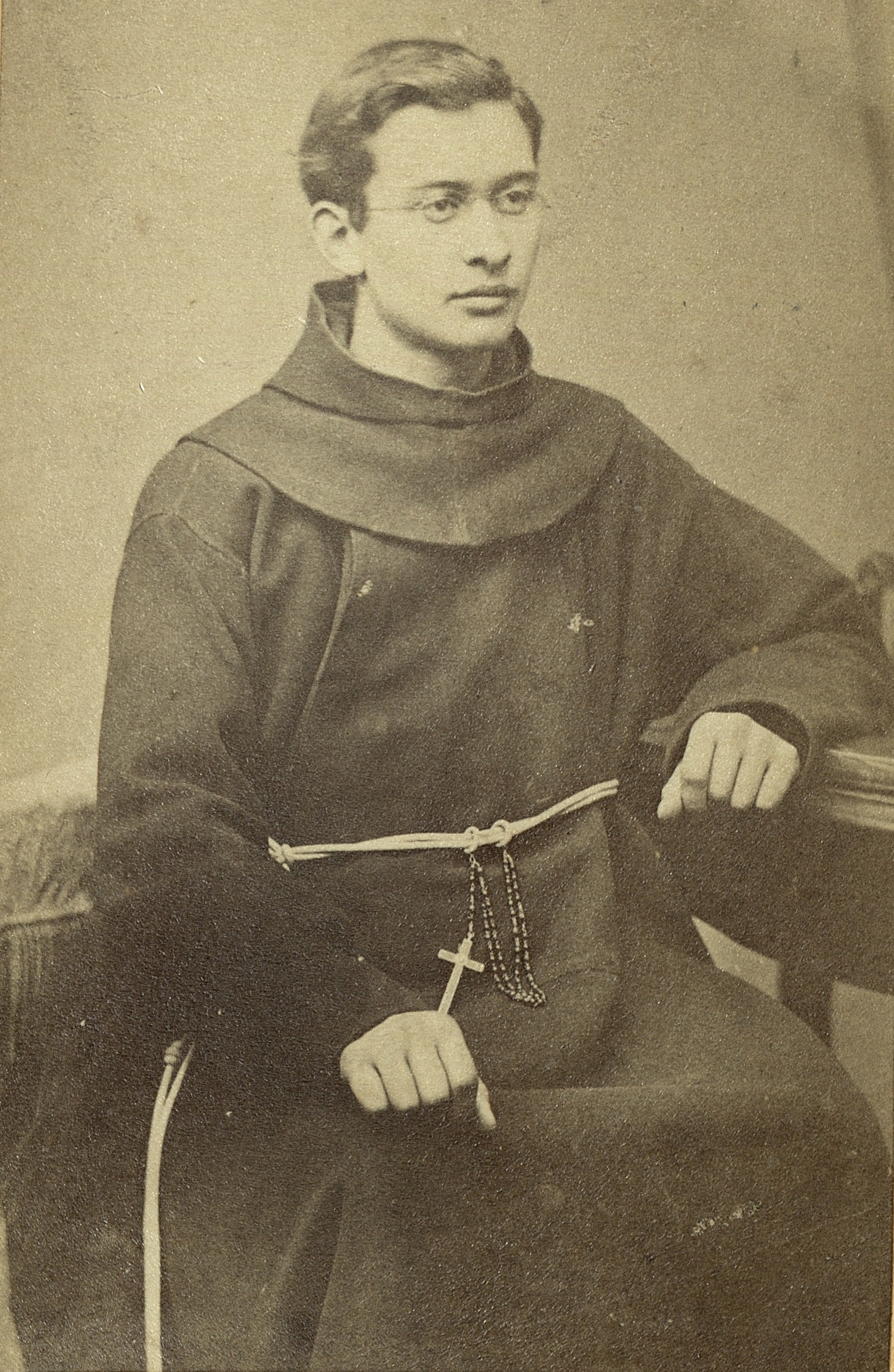
Hugolin Sattner

Hugolin Sattner (* 29. November 1851 in Novo mesto, Krain; † 20. April 1934 in Ljubljana) war ein slowenischer Franziskanerpater und Komponist.

## Leben
Hugolin Sattner war der Sohn des Postbeamten Franz Sattner und dessen aus Trebnje stammender Ehefrau Alojzija Jutras. Er wurde in Kandija geboren, das heute ein Stadtteil von Novo mesto in Slowenien ist. Ersten Musikunterricht erhielt er bei seinem Vater. Später lernte er Klavier und Violine bei P. Inocencij Gnidovec. Er war Sänger und Orchestermitglied in der Franziskanerkirche sowie am Gymnasium.
Nach der sechsten Klasse des Gymnasiums trat er in den Franziskanerorden ein und studierte Theologie in Ljubljana. Am 21. Juli 1874 wurde er zum Priester geweiht. Zunächst wirkte er in Novo mesto als Organist, Volksschullehrer und Gesangslehrer am Gymnasium. 1890 wurde er nach Ljubljana versetzt. Neben seiner Tätigkeit als Pfarrer und Guardian begann er noch ein fünfjähriges Kompositionsstudium bei Matej Hubad. Weiteren musikalischen Unterricht erhielt er bei Peter Griesbacher in Innsbruck sowie in Instrumentation bei Emil Hochreiter. Sattner starb am 20. April 1934 in seiner Klosterzelle des Franziskanerklosters zu Ljubljana.

## Messen
- Missa seraphica
- Te Deum

## Kantaten
- Jefteva prisega/Jiftachs Eid
- Oljki/An den Ölbaum, 1914 (Symphonische Kantate)
- Soci/An die Soca, 1916 (Symphonische Kantate)
- V pepelnicni noci/In der Aschermittwichnacht, 1921

## Oratorien
- Assumptio Beatae Mariae Virginis, 1911
- V kripti sv. Cecilije, 1931

## Opern
- Tajda/Thais, 1922. Libretto Ivan Pregelj.

## Lieder
- Pesmi za skupščine, 3. Auflage, Ljubljana 1926
- K polnočnici (Geistliches Lied), ed. Ljubljana 1950